# Меникион
Меникион (греч. Μενίκιον, болг. Змийница) или Боздаг (тур. Boz Dag) — горы в Греции. Расположены на границе периферийных единиц Драма и Сере, периферий Восточная Македония и Фракия и Центральная Македония. Высочайшая вершина — Карагьоз-Гьол (греч. Καραγκιόζ Γκιόλ — от тур. karagöz —  «чёрный глаз» и göl — «озеро», или Мавромата, греч. Μαυρομάτα — «чёрный глаз») высотой 1963 м над уровнем моря.